# Haworthia Handbook
Haworthia Handbook (abreujat (Haworthia Handb.) és un llibre d'il·lustracions i descripcions botàniques, editat per National Botanic Gardens of South Africa any 1976. El nom complet del llibre és Haworthia Handbook: A guide to the Species with Identification Keys and Illustrations